# Chlorophytum africanum
Chlorophytum africanum är en sparrisväxtart som först beskrevs av John Gilbert Baker, och fick sitt nu gällande namn av John Gilbert Baker. Chlorophytum africanum ingår i släktet ampelliljor, och familjen sparrisväxter. Inga underarter finns listade i Catalogue of Life.